# 모리 나오키 (1977년)
모리 나오키(일본어: 森 直樹 1977년 11월 21일 ~ )는 일본의 전 축구 선수이다.

## 구단 경력
2000년 J1리그의 세레소 오사카에 입단하였다. 2002년 J2리그에 강등하였다. 2003년 미토 홀리호크로 이적했다. 2005년후 현역 은퇴.

## 지도자 경력
2024년 미토 홀리호크의 감독으로 취임하였다.